# Física o químicaː el reencuentro
Física o química: el reencuentro es una miniserie web española producida por Buendía Estudios para Atresplayer Premium que se estrenó el 27 de diciembre de 2020. Constó de dos capítulos y finalizó el 3 de enero de 2021. Es la secuela de la serie Física o química emitida en Antena 3 entre 2008 y 2011.

## Argumento
Nueve años después del cierre del instituto Zurbarán, gran parte del grupo de amigos vuelve a verse las caras en un acontecimiento muy importante: la boda de Yoli. En el hotel donde se lleva a cabo la ceremonia se reencontrarán con sus antiguas profesoras, que vienen a saber cómo les ha ido la vida a sus exalumnos. Estos recordarán con nostalgia sus mejores (y peores) momentos, aunque se darán cuenta de que quizá el paso del tiempo haya causado estragos en sus pasadas relaciones. Lo que nadie se espera es que uno de ellos ha guardado un gran secreto durante todos estos años. Un secreto que le costó una amistad del grupo de amigos.

## Reparto
- Andrea Duro  como Yolanda «Yoli» Freire Carballar
- Maxi Iglesias  como César Cabano de Vera
- Angy Fernández  como Paula Blasco Prieto
- Adam Jezierski  como Gorka Martínez Mora
- Javier Calvo como Fernando «Fer» Redondo Ruano
- Leonor Martín como Covadonga «Cova» Ariste Espinell
- Adrián Rodríguez como David Ferrán Quintanilla
- Sandra Blázquez como Alma Núñez Fontdevilla
- Andrés Cheung como Jan Taeming
- José Lamuño como Oriol Puig
- Gonzalo Ramos como Julio de la Torre Reig
- Javier Ambrossi como Él mismo
- Ana Milán como Olimpia Díaz Centeno
- Blanca Romero como Irene Calvo Azpeolea
- Álex Barahona como Alberto «Berto» Freire Carballar
- Marc Clotet como Vicente Vaquero Castiñeira
- Manuel Feijóo  como Juez de paz
- Despistaos  como Ellos mismos

## Casting
En abril de 2020 sale a la luz la noticia de que Atresmedia está preparando una serie homenaje con los protagonistas de Física o química y que pretende recuperar a gran parte del reparto original de la serie.
Ese mismo agosto, se anunciaron los primeros fichajes de intérpretes de la serie original: Ana Milán y Maxi Iglesias recuperarían sus personajes de Olimpia y Cabano, respectivamente. Días más tarde, se confirmó que Blanca Romero, Adam Jezierski, Andrés Cheung, Angy Fernández, Adrián Rodríguez y Andrea Duro también volverían a interpretar sus personajes (en orden: Irene, Gorka, Jan, Paula, David y Yoli). A finales de mes, se anunció que Marc Clotet (Vaquero) y Sandra Blázquez (Alma) también estarían entre el elenco y se confirmó que la producción giraría en torno a un evento que sería la boda de uno de los protagonistas.
El rodaje comenzó el 8 de septiembre, y a su vez salieron a la luz las incorporaciones de Javier Calvo y Leonor Martín, ambos recuperando sus personajes de la serie madre (Fer y Cova). El 11 de septiembre se anunciaron las incorporaciones de Álex Barahona, recuperando su personaje de Berto, y la de José Lamuño, que daría vida a Oriol, un personaje nuevo en el universo de la serie.

## Polémica
La serie llegó a la plataforma con una gran controversia ya que Carlos Montero, uno de los creadores de la ficción original, no fue tomado en cuenta para ponerse a cargo de esta secuela. «Al creador de la serie ni le han preguntado, total... qué tendrá él qué decir?», escribió el escritor en su perfil en Twitter el 22 de abril de 2020, tras conocer la noticia de que la ficción de Antena 3 volvía en forma de especial a la plataforma de Atresmedia.
En la rueda de presentación de la ficción, celebrada el 17 de diciembre de 2020, Montse García, directora de ficción de Atresmedia TV, aseguraba que Montero no podía estar en el proyecto por «temas de contrato de exclusividad» con Netflix, plataforma a la que se vinculó tras el éxito de otra de sus creaciones, Élite. Días antes, el creador de la serie ya había desmentido esta información durante la presentación de su último proyecto para el servicio de streaming norteamericano: «Creo que a ellos le han preguntado y han hablado de mi contrato actual con Netflix, pero yo no he hablado con nadie de mi contrato y ellos no saben qué contrato tengo. Netflix no me hubiera impedido que yo volviera a 'Física o química' para hacer dos capítulos».
Tras el estreno de esta secuela, Montero criticó que su nombre no se hubiera incluido en los títulos de crédito de esta temporada especial que ha servido como reencuentro a los personajes que él había creado. Tras su queja, los responsables del revival han rectificado y en su último episodio acreditaron al autor como creador de los personajes.

## Episodios
| N.º | Título                             | Dirigido por     | Escrito por           | Fecha de lanzamiento original |
| --- | ---------------------------------- | ---------------- | --------------------- | ----------------------------- |
| 1   | «Cosas que hacer antes de casarse» | Juanma R. Pachón | Carlos García Miranda | 27 de diciembre de 2020       |
| 2   | «Sí, puedes volver atrás»          | Juanma R. Pachón | Carlos García Miranda | 3 de enero de 2021            |